# 케네스 베드나렉
케네스 베드나렉(영어: Kenneth Bednarek, 1998년 10월 14일~)은 미국의 육상 선수로 주 종목은 단거리 달리기이다. 2020년 하계 올림픽, 2022년 세계 육상 선수권 대회, 2024년 하계 올림픽 200m 종목에서 은메달을 획득했다.